# AWStats
AWStats è un software open source per produrre statistiche Internet. Utilizzato principalmente per analizzare i servizi web server, AWStats è in grado di lavorare con dati provenienti da server streaming media, posta elettronica e FTP. Le statistiche sono presentate tramite tabelle e dai grafici a barra in pagine HTML.
Report statici possono essere generati utilizzando un prompt dei comandi. Report su richiesta sono disponibili tramite un programma CGI nel browser web.
AWStats è compatibile con la maggior parte dei web server log compresi quelli di Apache (NCSA combined/XLF/ELF o common/CLF), WebStar, IIS (formato W3C) e molti altri formati di log Internet. Gli sviluppatori possono contribuire al progetto AWStats tramite SourceForge.
Scritto in Perl, AWStats può essere installato su quasi tutti i sistemi operativi. È uno strumento molto apprezzato per la gestione dei sistemi Internet, incluso nella maggior parte delle distribuzioni di Linux. AWStats può essere installato su una postazione di lavoro, quale MS Windows, per uso locale nelle situazioni dove i web log file possono essere scaricati dal server remoto.
AWStats è fornito sotto la licenza GNU GPL.

## Supporto
L'adeguata configurazione ed interpretazione dei report di analisi del log di web richiede un po' di conoscenza tecnica. Risorse di supporto per AWStats comprendono la documentazione sul sito web del progetto, i forum degli utenti e diverse opzioni commerciali.

## Considerazioni di sicurezza
Il programma su richiesta cgi è stato oggetto di attacchi di sicurezza, come è il caso di molti programmi cgi. Le organizzazioni che desiderano fornire un accesso pubblico ai loro report di statistiche web dovrebbero studiare la possibilità di generare i report con HTML statico. La funzione su richiesta può ancora essere utilizzata limitando il relativo uso agli utenti interni. Le precauzioni dovrebbero essere prese contro lo spam di referrer. La funzionalità di  filtrazione dello spam di referrer (archiviato dall'url originale il 30 novembre 2005) è stata aggiunta nella versione 6.5.

## Confronto con altri strumenti open source
Ci sono due alternative principali nel mondo open source ad AWStats.
- Analog offre una ricchezza di opzioni per un pubblico tecnico. Non sostiene il concetto di un visitatore, voluto solitamente per analisi commerciale.
- Webalizer è offerto dai molti ISP poiché è veloce e semplice. Ha meno funzionalità in confronto con AWStats. Lo sviluppo ed il supporto sembrano fermi dal 2002. Ciò conduce, fra altro, a situazioni in cui il browser Firefox non viene riconosciuto correttamente (viene scambiato per un browser Netscape).

## Confronto con gli strumenti commerciali
Gli strumenti commerciali generalmente offrono miglior riconoscimento dei visitatori (cioè via cookie), l'analisi del percorso (flusso di clic) e report più facile da interpretare. Organizzazioni grandi possono iniziare il loro programma di web analytics con AWStats per prendere in mano i concetti fondamentali di web analytics (hit, visite, sessioni, provenienza di accessi referers etc.) prima di impegnarsi con una soluzione di classe Enterprise.